# Menrva
Menrva o també Menerva va ser, segons la mitologia etrusca, una deessa de la guerra, l'art, la saviesa i la medicina. Gran part de les seves atribucions van passar a la Minerva romana. Era filla d'Uni, la deessa suprema del panteó etrusc, i de Tínia, el déu del cel.
Els etruscs hel·lenitzats veien Menrva com a equivalent a l'Atena grega, però Menrva mostrava alguns trets únics que no eren una importació de Grècia. Als artistes etruscs que treballaven sota la influència de la cultura grega, els agradava retratar Menrva amb un gorgoneion, el casc, la llança i l'escut. En una de les seves representacions surt del cap del seu pare Tínia. Era la protectora d'Hercle (Hèracles) i Pherse (Perseu). En un mirall de bronze trobat a Praeneste, cuida a Perseu, que consulta dues Grees, i en un altre, aixeca amunt el cap de Medusa, mentre ella i Perseu asseguts i Hermes dret miren sense por el seu reflex en una font que tenen al seu costat. És probable que aquestes imatges tinguin més a veure amb fonts literàries que amb qualsevol pràctica de culte. Sobre un mirall de bronze trobat a Bolsena, i datat circa el 300 aC, se la representa assistint a una cura amb Esplace (Asclepi), que està embenant el pit de Prometeu.
Menrva també es representa, en un estil més etrusc, com una llança-llamps. L'escriptor Marcià Mineu Fèlix Capel·la l'esmenta com una de les nou divinitats etrusques que tenien atribucions sobre el llamp. A Minerva, en monedes romanes també se la va representar llançant un llamp. Menrva sembla haver estat associada a fenòmens meteorològics. Els grecs mai van associar a Atena a aquests conceptes, i aquesta era una diferència important entre els dos cultes religiosos que demostra les seves característiques independents. Menrva formava part d'una triple divinitat amb Uni i Tínia, més tard reflectida en la tríada capitolina romana de Juno, Júpiter i Minerva.